# A Light in the Dark
A Light in the Dark è l'ottavo album del gruppo metal statunitense Metal Church, pubblicato nel 2006.
Il brano Watch the Children Pray 2006, ri-registrazione dell'omonima canzone contenuta nell'album The Dark, fu fatta in ricordo di David Wayne, morto nel 2005.

## Tracce
1. A Light In The Dark – 5:27
2. Beyond All Reason – 5:40
3. Mirror Of Lies – 4:19
4. Disappear – 6:02
5. The Believer – 5:29
6. Temples Of The Sea – 9:27
7. Pill For The Kill – 4:28
8. Son Of The Son – 4:45
9. More Than Your Master – 4:47
10. Blinded By Life – 3:31
11. Watch the Children Pray 2006 – 5:45

## Formazione
- Kurdt Vanderhoof – chitarra
- Jay Reynolds – chitarra
- Ronny Munroe – voce
- Steve Unger – basso
- Jeff Plate – batteria